# 三毛猫歌劇団
三毛猫歌劇団（みけねこかげきだん）は、日本の女性アイドルグループ。アイドル活動を通じて動物愛護活動を行う。ファン総称は「猫髭」。2019年12月21日をもって活動を休止している。

## 概要
- 2016年2月28日にデビュー。株式会社キャッツアカデミーが関東を中心に店舗展開するみけねこカフェのメイドから選抜されたアイドルグループ。
- アイドル活動を通じて得た売上の一部を動物愛護団体や各種活動支援に寄付をしたり様々な活動に協力している。[2]
- 魔力を持った歌と踊りが好きな未熟な猫がアイドルに変身しているコンセプト。

## 沿革
- 2016年
  - 2月28日「music power I doll 秋葉原〜三毛猫歌劇団〜デビューライブ」にてデビュー。[3]
  - 4月10日 CAMOUFLAGEワンマンライブのオープニングアクトとしてZepp NAGOYA出演。[4]
  - 6月10日 公式Twitterにて、体調不良を理由として江戸川ロランの脱退を発表。[5]
  - 7月30日 豊洲Pitで開催された震災復興支援イベント「WANGAN MUSIC CARNIVAL 〜ぶっちぎりの絆〜」に出演[6]
  - 9月5日 柊睦月が加入発表。[7]
  - 9月19日 1stシングル「虹色サンシャイン/野良猫の詩」をリリース。
  - 9月19日「1stワンマンライブ」池袋KINGSX TOKYOにて開催。[8]同時に新メンバー柊睦月の初お披露目。
- 2017年
  - 3月20日「1st Anniversary ワンマンライブ」HEAVEN'S ROCK さいたま新都心 VJ-3にて開催。[9]
  - 6月9日 愛踊祭2017のエントリーアイドル代表に選出される。
  - 6月25日 池袋 KINGSX TOKYO での主催ライブをもって、柊睦月が卒業。
  - 7月17日 主催イベント『90分4本勝負!!』にて、2018年2月12日にディファ有明ワンマンと日向ひなの加入を発表。
  - 10月6日 夏野ありんこと電八のコラボユニット「GIANT SPEAKS」お披露目
  - 10月15日 初のツアー『関東ツアー 関東平野に梅の花』スタート。プロデュースは各メンバーが担当[10]。
  - 10月15日 ワンマンライブ「関東平野に梅の花 in 栃木」足利ライブハウス大使館(森久れなプロデュース)開催。
  - 10月21日 ワンマンライブ「関東平野に梅の花 in 神奈川」川崎ボトムズアップ(桃月かすみプロデュース)開催。
  - 10月28日 ワンマンライブ「関東平野に梅の花 in 千葉」柏04(月島りおんプロデュース)開催。
  - 11月4日 ワンマンライブ「関東平野に梅の花 in 埼玉」浦和Narciss(夢磨ちろるプロデュース)開催。
  - 11月11日 ワンマンライブ「関東平野に梅の花 in 群馬」高崎TRUST55(春野陽プロデュース)開催。
  - 11月18日 ワンマンライブ「関東平野に梅の花 in 茨城」水戸SONIC(夏野ありんこプロデュース)開催。
  - 11月20日 11/25日、ツアー最終日から森久れなが長期活動中止に入ることをブログにて告知。[11]
  - 11月25日 ワンマンライブ「関東平野に梅の花ツアーファイナル in 東京」新宿ACB HALL開催。
  - 11月25日 ワンマンライブ「関東平野に梅の花ツアーファイナル in 東京」にて新メンバー「日向ひな」お披露目
  - 12月28日 オフィシャルサイトにて、日向ひなの研修生降格を発表。[12]
- 2018年
  - 2月11日 新プロデューサーを迎えたNEWSINGLE「Eve of Revolution」を配信にてリリース[13]
  - 2月12日 ディファ有明で2周年ワンマンライブを開催。同日、夏野ありんこが卒業。[14]
  - 2月13日 「カゲキダン=リビルド」告知。アー写、ビジュアル等を一新。
  - 3月21日 新メンバー5匹を加えた9匹体制となること、そのお披露目を2018年4月23日開催の『the カゲキッ!!ナイト vol.1 ～新メンバーお披露目集会～』で行うことを発表。[15]
  - 4月23日 秋葉原CYPHERで行われた定期公演にて新メンバー、悪魔きゃめる、小泉あこ、希咲めいな、宮村凉華、お披露目。
  - 4月30日 お台場での「肉フェス」イベント出場のステージで2018年7月14日に初台DOORSでワンマンライブ開催を発表。
  - 7月14日 初台DOORSでワンマンライブを開催。動員200名超えでファースト・アルバム発売が発表される。
  - 8月13日 武道館アイドル博2018～1000人のアイドルと遊ぼう！～（東京・日本武道館）に出演[16]。
  - 9月28日 オフィシャルサイトにて、宮村涼華の脱退を発表。[17]
  - 11月5日 オフィシャルサイトにて、希咲めいなの脱退を発表。[18]
  - 12月9日 目黒鹿鳴館 HIGH KICK Vol.16 にて、2019年にTASHI☽KANIとして活動中の池本愛唯、藤中里彩が三毛猫歌劇団に兼務加入することを発表。
  - 12月20日 オフィシャルサイトにて、2019年2月2日に悪魔きゃめるが卒業することを発表。[19]
- 2019年
  - 1月4日 白金高輪 Selene b2 SELENE SUPER LIVE 2019 vol.1～新春特別公演編～ にて、池本愛唯、藤中里彩を加えた8匹体制をお披露目。
  - 1月18日 渋谷 CLUB QUATTRO アイドルよ覚醒せよ vol.45 IN クラブクアトロ～華金大作戦編～ にて、2019年3月17日に、HEAVEN'S ROCKさいたま新都心VJ-3にて、3周年記念ワンマンライブ、夢磨ちろる卒業公演を行うことを発表。
  - 2月2日 新宿ReNY SUPER LIVE 2019 vol.2 Presented by SHINJUKU ReNY～節分の日前夜祭編～ にて、悪魔きゃめるが卒業。
  - 3月17日 HEAVEN'S ROCK VJ-3 さいたま新都心 三毛猫歌劇団3rdAnniversaryワンマンライブ にて、夢磨ちろるが卒業。
  - 4月27日 1stアルバム「DEAR HUMAN ワガハイハ猫デアル」を物販にて先行販売開始。
  - 6月14日 オフィシャルサイトにて、小泉あこの脱退を発表。[20]
  - 9月30日 2019年12月21日秋葉原ZESTにて開催するワンマンライブをもって、現メンバーでの活動を休止することを発表。[1]
  - 12月21日 秋葉原ZESTにて活動休止前最後のワンマンライブを開催。現メンバー全員が卒業。

## メンバー

### 活動休止時のメンバー
春野陽（はるのまどか）
3月9日生・血液型O型
身長150cm・群馬県出身
イメージカラー・   ラーイエロー　→   オベリスクブルー　→   オシリスレッド
リーダー。自称「ドラゴンと猫のハーフ」という攻撃的なキャラ設定だが性格は至って温厚、本人曰く「出不精で人見知りな中二病」との事。動物、アニメ、特撮をこよなく愛する。
月島りおん（つきしまりおん）
8月5日生・血液型O型
身長160cm・埼玉県出身
イメージカラー・   クレイジーオレンジ
サブリーダー。三毛猫歌劇団のバラエティ担当、臆することないチャレンジ精神と折れない心の持ち主、とにかく周りを楽しませるサービス精神は旺盛で「どんな球でも打ち返す」お笑いセンスをもつグループのムードメーカー。
桃月かすみ（ももつきかすみ）
11月6日生・血液型B型
身長147cm・千葉県出身
イメージカラー・   ラベンダーパープル
三毛猫歌劇団に入団する前は長い間ソロ活動をしていた声優系シンガー。
現在もソロ活動も積極的に行い声優活動など意欲的に挑戦している
池本愛唯（いけもとあい）
7月15日生
身長154cm・神奈川県出身
イメージカラー・   ミラクルブルー
TASHI☽KANI兼務メンバー
藤中里彩（ふじなかりさ）
3月26日生
身長158m・神奈川県出身
イメージカラー・   ハニーホイップイエロー
TASHI☽KANI兼務メンバー

### 過去のメンバー（卒業順）
| メンバー名   | ふりがな          | イメージカラー       | 所属店舗 | 加入日         | 卒業・脱退日   |
| ------------ | ----------------- | -------------------- | -------- | -------------- | -------------- |
| 小泉あこ     | こいずみ あこ     | アクアマリン         | 秋葉原店 | 2018年4月23日  | 2019年6月14日  |
| 夢磨ちろる   | ゆめみが ちろる   | 狂気のめるへんぴんく | 川越店   | 2016年2月28日  | 2019年3月17日  |
| 悪魔きゃめる | あくま きゃめる   | ブラッドレッド       | 秋葉原店 | 2018年4月23日  | 2019年2月2日   |
| 希咲めいな   | きさき めいな     | ホワイト             | 秋葉原店 | 2018年4月23日  | 2018年11月5日  |
| 宮村涼華     | みやむら りょうか | 暴れ黄緑             | 清瀬店   | 2018年4月23日  | 2018年9月18日  |
| 夏野ありんこ | なつの ありんこ   | 水色                 | 川越店   | 2016年2月28日  | 2018年2月12日  |
| 日向ひな     | ひなた ひな       | 白色                 | 秋葉原店 | 2017年11月25日 | 2017年12月28日 |
| 森久れな     | もりひさ れな     | 赤色                 | 秋葉原店 | 2016年2月28日  | 2017年11月25日 |
| 柊睦月       | ひいらぎ むつき   | 緑色                 | 川越店   | 2016年9月5日   | 2017年6月25日  |
| 江戸川ロラン | えどがわ ろらん   | 白色                 | 清瀬店   | 2016年2月28日  | 2016年6月10日  |

## ディスコグラフィ

### シングル
|   | リリース日    | 曲名                        | レーベル           | 規格品番  | 販売形態 |
| - | ------------- | --------------------------- | ------------------ | --------- | -------- |
| 1 | 2016年9月19日 | 虹色サンシャイン/野良猫の詩 | キャッツアカデミー | CATS-0001 | CD       |
| 2 | 2018年2月10日 | Eve of Revolution           | キャッツアカデミー | CATS-1002 | 配信     |

### アルバム
|   | リリース日    | 曲名                           | レーベル           | 規格品番  | 販売形態 |
| - | ------------- | ------------------------------ | ------------------ | --------- | -------- |
| 1 | 2017年3月19日 | DEMO TAPE                      | キャッツアカデミー | CATS-1001 | 配信     |
| 2 | 2019年4月27日 | Dear HUMAN〜ワガハイハ猫デアル | キャッツアカデミー | CATS-0005 | CD       |

### DVD
|   | リリース日    | 曲名                                       | レーベル           | 規格品番  | 販売形態 | 備考                               |
| - | ------------- | ------------------------------------------ | ------------------ | --------- | -------- | ---------------------------------- |
| 1 | 2016年11月3日 | 1st ワンマンLIVE in KingsX TOKYO           | キャッツアカデミー | CATS-0002 | DVD      | マタ旅フェスタ2のDVDカップリング。 |
| 2 | 2017年12月9日 | 1stAnniversaryワンマンライブin HEAVENSROCK | キャッツアカデミー | CATS-0004 | DVD      | マタ旅フェスタ3のDVDカップリング。 |
| 3 | 2018年4月28日 | 2ndAnniversaryワンマンライブinディファ有明 | キャッツアカデミー | CATS-0005 | DVD      | マタ旅フェスタ5のDVDカップリング。 |

## 活動

### ワンマンライブ
- 2016年
  - 9月19日「三毛猫歌劇団1stワンマンライブ」池袋KINGSX TOKYO
- 2017年
  - 3月20日「三毛猫歌劇団1stAnniversary ワンマンライブ」HEAVEN'S ROCKさいたま新都心VJ-3
  - 10月15日「関東平野に梅の花 in 栃木」足利ライブハウス大使館(森久れなプロディース)
  - 10月21日「関東平野に梅の花 in 神奈川」川崎ボトムズアップ(桃月かすみプロディース)
  - 10月28日「関東平野に梅の花 in 千葉」柏04(月島りおんプロディース)
  - 11月4日「関東平野に梅の花 in 埼玉」浦和Narciss(夢磨ちろるプロディース)
  - 11月11日「関東平野に梅の花 in 群馬」高崎TRUST55(春野陽プロディース)
  - 11月18日「関東平野に梅の花 in 茨城」水戸SONIC(夏野ありんこプロディース)
  - 11月25日「関東平野に梅の花 in 東京」新宿ACB HALL(メンバー全員プロディース)
- 2018年
  - 2月12日「2周年ワンマンライブ90分1本勝負!!!!!!!」ディファ有明
  - 7月14日「ワンマンライブ WE ARE GR8 DREAMER～野良猫たちの夢～」初台DOORS
- 2019年
  - 3月17日「三毛猫歌劇団3rdAnniversaryワンマンライブ」HEAVEN'S ROCKさいたま新都心VJ-3
  - 12月21日 「三毛猫歌劇団ワンマンライブ」秋葉原ZEST（活動休止ライブ）

### バラエティ
- 痛快TVスカッとジャパン（2017年7月24日 - 、フジテレビ）
- 原宿アベニュー（2017年6月8日 - 、AbemaTV）[21]
- 目指せ！超ドSフェスタしずおか。四二〇〇八五五（2017年1月9日 - 、SBSテレビ）-レギュラー出演
- 池袋シアターYES アイドルチャンネル(2016年1月16日、Abema FRESH!)[22]
- アイドルピカソ(2017年1月26日 、WALLOP)[23]
- 超新塾イーグル、タイガーのアイドルの裸(2016年3月15日 、ニコニコ生放送)[24]
- アイドルゾーン20時(2019年4月1日 - 2019年6月28日、TOKYO MX2)

### ドラマ
- カンナさーん！（2017年7月18日 - 、TBSテレビ）

### ゲーム
- どるおん(2017年8月24日よりゲーム内キャラ及び楽曲配信）

### ラジオ
- 絆〜KIZUNA（2016年9月16日、2017年3月4日、2017年3月17日 、FM西東京84.2MHz[25]
- 三毛猫歌劇団の清瀬市松山一丁目放送局（Youtube三毛猫歌劇団チャンネル）[26]

### 雑誌
- 熱狂アイドル図鑑（2016年4月22日 、ぴあ)

## グループ内ユニット
ライブ企画等により編成されたグループ内ユニットについて扱う。

### Twinkle・T☆とぅいんくる
- 森久れな、桃月かすみ、夢磨ちろるによって構成されたグループ内ユニット。
- 2017年6月24日のCLUB CAMELOTにて行われた「CAMELOT IDOL MEETING」第1部にてお披露目[27]。
- 2019年11月4日に開催された桃月かすみ生誕ライブ第1部「ももいろ果実100%☆Vol.15〜三毛猫歌劇団♡桃月かすみBD直前SP！〜」への出演をもって解散した[28]。

メンバー
- 森久れな（Twinkle担当）
- 桃月かすみ（T☆担当）
- 夢磨ちろる（とぅいんくる担当）

### レインボークローバーズ
- 月島りおん、夏野ありんこ、春野陽によって構成されたグループ内ユニット。

2017年6月19日の不定期ライブにて「ニホンノミカタ_ネバダカラキマシタ」を披露
2018年1月14日にはさいたまheaven'srockにて幼児服衣装を披露している。